# 성산역 (세포)
성산역(城山驛)은 조선민주주의인민공화국 강원도 세포군에 위치한 철도역이다. 경원선의 철도역으로 영업을 시작하였으며, 한반도의 분단이후 강원선의 철도역이 되었다.